# Библиотека Шнеерсона

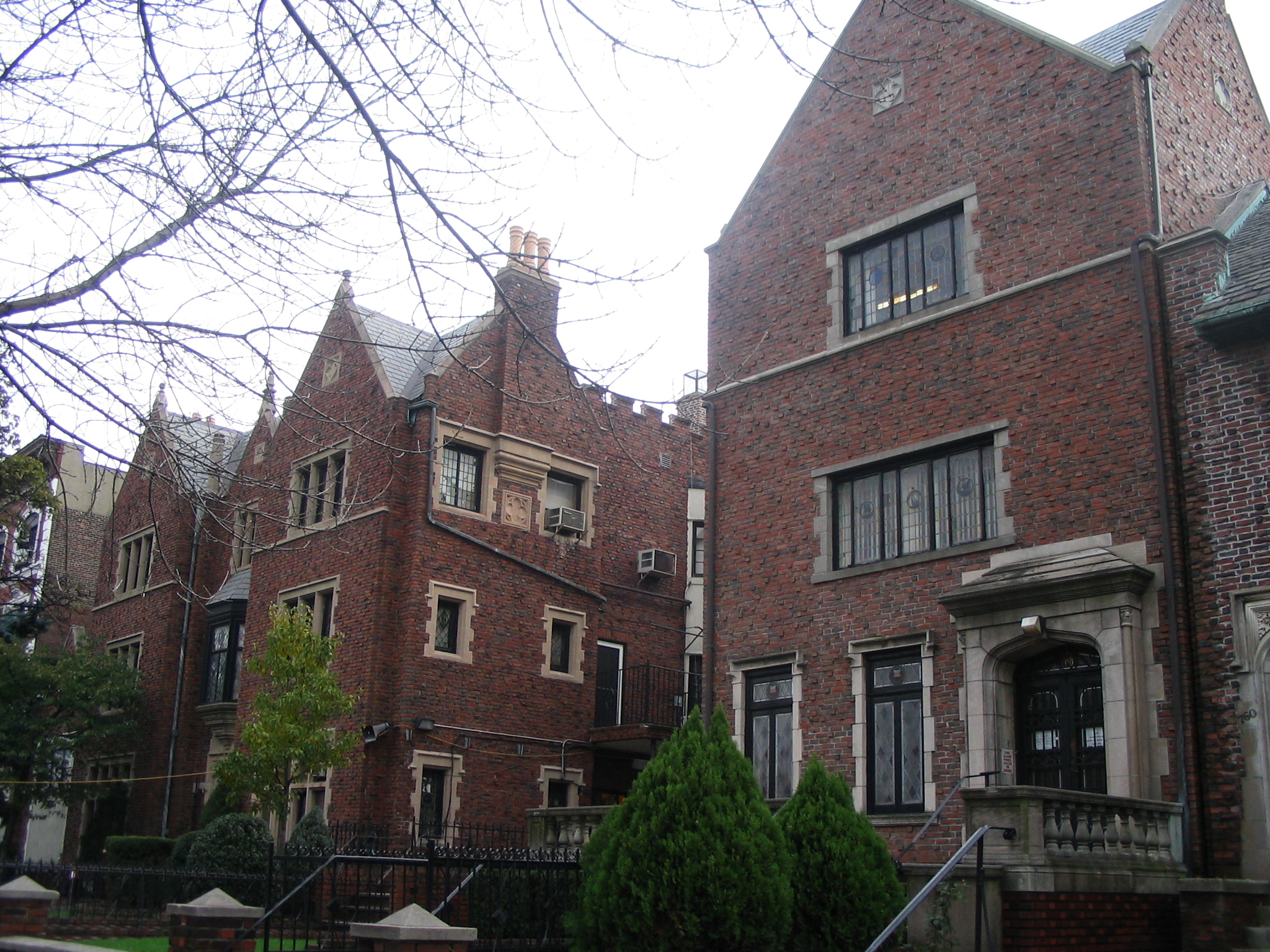
Здание хабадской библиотеки в Бруклине, Нью-Йорк, США

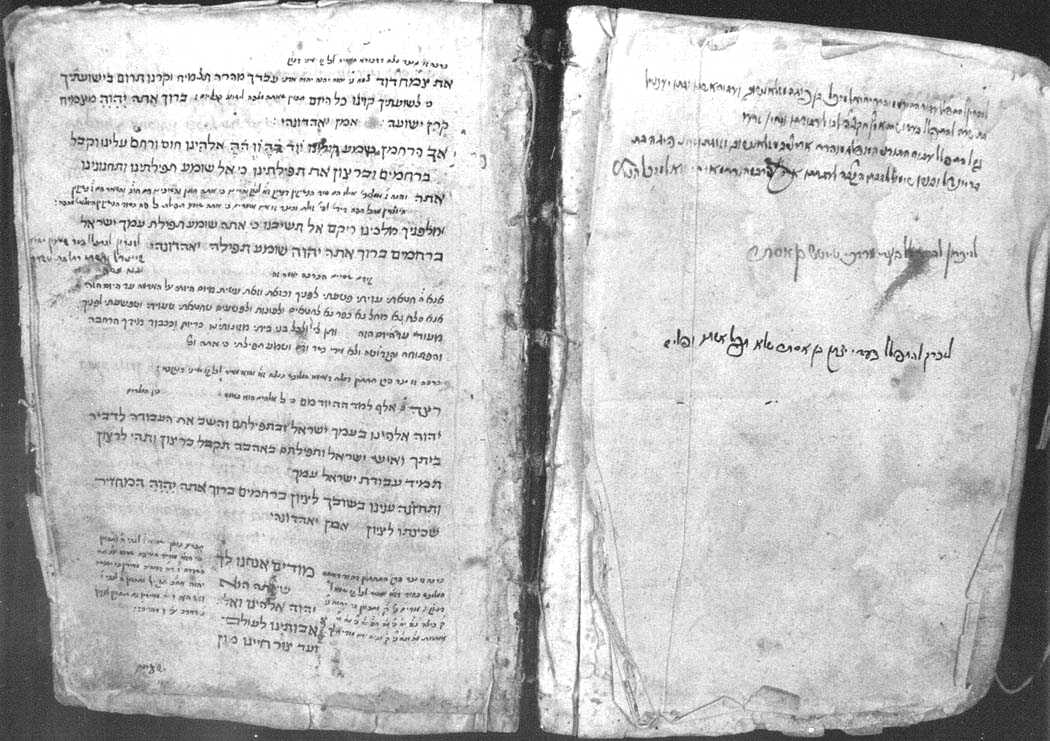
Молитвенник Бааль Шем Това (Архив № 1994) — одна из самых важных книг в коллекции библиотеки

Библиотека Хабада (также Любавичская библиотека) — исследовательская библиотека Хабада. Её собирали Любавичские Ребе. Она расположена в Бруклине, в Нью-Йорке, рядом с главным офисом Хабада, и используется для исследований в области иудаики. Библиотеку посещают тысячи человек в год.
Библиотека насчитывает около 250 000 книг, в основном на иврите и идише. В дополнение к этому в библиотеку входят:
- несколько тысяч рукописей, главным образом по хасидизму.[3]
- коллекция фотографий, присланных Рабби Йосефу Ицхоку и Рабби Менахем-Мендлу во время их руководства.

## История библиотеки
Основой собрания библиотеки была коллекция, начало которой было положено в XVIII веке.
Собрание Шнеерсона насчитывает около 12 тысяч книг и 50 тысяч редких документов, в том числе 381 рукопись.

В ходе Первой мировой войны, когда Любавичи оказались в зоне военных действий, Шолом-Бер Шнеерсон перевёз часть библиотеки из Любавичей в Москву, где доверил её хранение книжному складу Персица и Полякова в Москве. С приходом к власти в России большевиков собрание Шнеерсона было национализировано, как того требовал декрет Совета народных комиссаров РСФСР о научных фондах РСФСР от 26 ноября 1918 года: 
Права наследников умерших авторов, по общему правилу, не признавались, что согласовывалось с декретом СНК от 28 апреля 1918 г. «Об отмене наследования»
 Собрание Шнеерсона оказалось вначале в библиотеке Румянцевского музея (отбором и вывозом книг занимался заведующий еврейским подотделом библиотеки музея С. И. Айзенштадт), а затем соответственно в Публичной библиотеке имени В. И. Ульянова (Ленина) (1924—1925), Государственной библиотеке СССР имени В. И. Ленина (1925—1992) и с 1992 года в Российской государственной библиотеке.
В то же время, рабби Иосиф Шнеерсон, занявший после смерти отца в 1920 году пост главы Хабада, занялся расширением своей библиотеки, в ходе которого приобрёл, в частности, в 1925 году собрание коллекционера Самуила Вайнера. После переезда из России в Ригу в 1927 году, а затем в Польшу в 1934 году, работа по увеличению библиотеки была усилена, был создан фонд для сбора средств на расширение библиотеки. Рабби Иосиф Шнеерсон обращался к авторам и коллекционерам с просьбой передавать книги в библиотеку.
После регистрации «Агудас Хасидэй Хабад» («Ассоциации хасидов Хабада») в США, книги были зарегистрированы как фонды этой организации, что помогло отправить часть книг в США уже во время войны. На том же основании организация выиграла дело о наследовании библиотеки в 1985 году.
После оккупации Отвоцка нацистской Германией в 1939 году часть библиотеки Шнеерсона была вывезена в Германию. После окончания Второй мировой войны эта часть библиотеки Шнеерсона была доставлена в Москву трофейными бригадами вместе с другими трофейными материалами и передана в Центральный государственный архив Красной армии (с 1992 года — Российский государственный военный архив).

## Российские судебные решения по делу о библиотеке Шнеерсона
В начале 1990-х годов зять и духовный наследник 6-го Любавического ребе Менахем Шнеерсон потребовал вернуть собрание Шнеерсона хасидам, поскольку до национализации эти книги и рукописи были личной собственностью Иосифа Ицхака Шнеерсона.
Дело слушалось в Государственном арбитраже РСФСР 8 октября 1991 года. Госарбитраж обязал Государственную библиотеку СССР имени В. И. Ленина вернуть коллекцию хасидам.
Однако Библиотека решению Госарбитража РСФСР не подчинилась, ссылаясь на то, что все её архивы являются достоянием советского народа.
Дело о библиотеке Шнеерсона попало в Высший арбитражный суд РСФСР, который 18 ноября 1991 года подтвердил решение Госарбитража РСФСР и постановил передать коллекцию Шнеерсона в Еврейскую национальную библиотеку, которая была создана специально для приёма и хранения собрания. Заведующий отделом рукописей Государственной библиотеки СССР имени В. И. Ленина В. Я. Дерягин отказался выполнить решение Высшего арбитражного суда РСФСР и спрятал коллекцию Шнеерсона в хранилищах библиотеки. Он также угрожал совершить самосожжение вместе с собранием Шнеерсона. При этих обстоятельствах 14 февраля 1992 года состоялся пленум Высшего арбитражного суда РСФСР, который отменил все предыдущие судебные решения, и коллекция Шнеерсона осталась в Государственной библиотеке СССР имени В. И. Ленина.
В 1995 году при проверке выяснилось, что некоторые рукописи пропали. Предполагалось, что это манускрипты, спрятанные Дерягиным, который к этому моменту уже умер. В конце 1996 года, по данным СМИ, рукописи были обнаружены на черном рынке в Израиле. В 2005 году движение Хабад обратилось с письмом к президенту России Владимиру Путину с просьбой оказать помощь в деле передачи собрания Шнеерсона из Российской государственной библиотеки.
В 2013 году около 4500 книг из Библиотеки Шнеерсона были переданы Еврейскому музею и центру толерантности, где был специально оборудован отдел, имеющий условия для содержания старых книг. Все книги, переданные музею, были отсканированы и выложены в открытый доступ в Интернет на сайте РГБ. При этом, де-юре книги остались в собственности РГБ, а Еврейский музей выступает в качестве филиала РГБ.
В 2014 году Арбитражный суд Москвы удовлетворил иск Министерства культуры РФ и Российской государственной библиотеки к США и Библиотеке Конгресса и обязал их вернуть в Россию семь книг из собрания Шнеерсона, переданных в 1994 году во временное пользование. Суд по ходатайству истцов также присудил компенсацию на случай неисполнения судебного акта в размере 50 тысяч долларов за каждый день неисполнения решения.
В 2019 году Тверской суд Москвы принял заочное решение об аресте директора библиотеки Агудас Хасидей Хабад Шолома Дов-Бер Левина по обвинению по ст. 190 Уголовного кодекса РФ (невозвращение на территорию РФ культурных ценностей) в связи с невозвратом вышеуказанных семи книг.

## Дело о библиотеке Шнеерсона и российско-американские отношения
В начале августа 2010 года в США состоялся суд по делу о библиотеке Шнеерсона. Судья принял решение в пользу организации Хабад, поскольку библиотека перешла в собственность России «дискриминационно, не для общественных нужд и без справедливой компенсации». Однако МИД России не только не признал этого решения, но и потребовал от организации Хабад вернуть семь книг из коллекции Шнеерсона, уже оказавшихся у Хабад.
16 января 2013 года старший судья Федерального суда округа Колумбия Ройс Ламберт постановил, что Российская Федерация обязана платить ежедневный штраф в размере 50 тысяч долларов за нежелание возвращать рукописи и книги хасидскому движению Хабад-Любавич. Решение было принято несмотря на несогласие Министерства юстиции США, где считают бесполезными санкции против России. Министр иностранных дел России С. В. Лавров назвал решение американского суда «возмутительным, не имеющим ничего общего с правосудием».
В настоящее время вопрос о библиотеке Шнеерсона является препятствием в деле культурного обмена России и США и, возможно, с другими странами .

## Библиотека Шнеерсона и реституция церковного имущества в России
В связи с практикой возврата церковного имущества в России протоиерей Всеволод Чаплин сказал, что возможны такие компромиссные варианты решения вопроса, как, например, 
передача библиотеки или по крайней мере особо почитаемых книг в пользование российской еврейской общины с возможностью периодического вывоза экземпляров за рубеж, как это бывает с произведениями искусства, которые вывозятся на выставку.
МИД РФ рекомендовал Министерству культуры и Российской государственной библиотеке подать в суд на Библиотеку Конгресса США из-за семи книг из коллекции Шнеерсона.
19 февраля 2013 года президент В. Путин подтвердил собственность российского государства на коллекцию, высказался против передачи собрания кому-либо за границу. Однако готов поручить правительству РФ и Министерству культуры РФ разместить библиотеку в фондах Еврейского музея и центра толерантности в России с тем, чтобы обеспечить полный доступ всех желающих ознакомиться с древними книгами.
13 июня 2013 года Путин присутствовал на открытии нового библиотечного отдела Еврейского музея, куда были переданы книги и рукописи библиотеки и который в настоящий момент функционирует как филиал Российской государственной библиотеки.